# Platychelus glabripennis
Platychelus glabripennis är en skalbaggsart som beskrevs av Hermann Burmeister 1844. Platychelus glabripennis ingår i släktet Platychelus och familjen Melolonthidae. Inga underarter finns listade i Catalogue of Life.